# Agne Wahlgren
Otto Agne Wahlgren, född 8 augusti 1879 i Kalmar, död 13 maj 1964 i Stockholm, var en svensk lärare och matematiker.
Agne Wahlgren var son till sjökaptenen Otto Wahlgren och Agnes Forsberg samt bror till Einar Wahlgren. Efter mogenhetsexamen i Kalmar 1896 inskrevs han samma år vid Uppsala universitet, där han blev filosofie kandidat 1898, filosofie licentiat 1902 och filosofie doktor 1903 samt var docent i matematik 1903–1904. Wahlgren inträdde på lärarbanan 1903, blev lektor i matematik och fysik vid Lunds högre allmänna läroverk 1906 och var vikarierande rektor där 1915–1916 och 1918. 1922 utnämndes han till lektor i samma ämnen vid Högre realläroverket å Norrmalm i Stockholm och 1945 erhöll han avsked. Bland Wahlgrens vetenskapliga skrifter märks Sur la forme des lignes de courbure dans le voisinage d'un ombilic (1903) och Om de singulära punkterna till differentialekvationer af första ordningen och andra graden (1903, doktorsavhandling), Sur l'équation ax2 + bxy + cy2 = ey2 (1939) samt ett tiotal uppsatser i Elementa. För undervisningen på det högre skolstadiet utgav han bland annat Lärobok i astronomi (1908, 5:e upplagan 1926), Lärobok i algebra och funktionsteori för gymnasiet (1912, 7:e upplagan 1949), och därutöver publicerade han Från torrvedsbloss till halvwattlampa (1917) och en översättning av Apollonios från Perga Kägelsnitten (bok 1-3, 1932).